# Цыплёнок Цыпа
«Цыплёнок Цы́па» (англ. Chicken Little) — анимационный научно-фантастический комедийный фильм, снятый Марком Диндалом по мотивам одноимённой английской народной сказки «Хенни-Пенни» (Уолт Дисней экранизировал эту сказку в виде короткометражки ещё в 1943 году). Мультфильм посвящён памяти Джо Гранта (аниматора-ветерана студии), умершего незадолго до выхода ленты в прокат.
Это первый полностью компьютерно-анимационный фильм студии Walt Disney Pictures, а также 46-й и последний мультфильм Disney, созданный под названием «Walt Disney Feature Animation» (начиная со следующего мультфильма, студия уже называлась «Walt Disney Animation Studios»).

## Сюжет
Цыплёнок Цыпа жил в своём родном городе Нью-Дубки, пока ему на голову не упал, как ему показалось, кусок неба. Цыпа поднял в городе панику, крича, что небо падает, но ему не поверили, решив, что это был всего лишь жёлудь. Прошёл уже год, но над Цыпой в городе до сих пор все смеются, называя «сумасшедшим», из-за чего его отец — бывшая звезда бейсбола Птах Кудах — страшно переживает. Единственные друзья Цыпы — три изгоя из класса, где он учится: довольно умная, хоть и, по мнению сверстников, некрасивая утка Ути-Тьфути, которая тайно в него влюблена, боязливый поросёнок Хрюнь Манюнь, страдающий ожирением, и весёлая золотая рыбка Рыб-на-Суше.
Цыпа твёрдо намерен подняться в глазах других, чтобы о его оплошности забыли. Решив, что он сможет закрыть свою ошибку одним большим достижением, он решает пойти по стопам отца и записывается в бейсбольную команду. В него никто не верит, а в команде его всё время оставляют на скамье запасных, в то время как Лиска Склизка, главная хулиганка и задира в классе, становится всеобщей любимицей как лучший игрок. Наконец, обстоятельства складываются так, что Цыпу выпускают на поле во время важного матча, и он, не слушая никого вокруг, одерживает победу, отбив мяч с третьей попытки и в последний миг достигнув базы. Казалось бы, всё пошло в гору: насмешки прекращаются, Цыпа и Птах Кудах наконец счастливы... Но в следующую ночь кусочек «упавшего неба» возвращается. Он оказывается частью маскировочной панели космического корабля, которая изменяет свою окраску, подобно хамелеону. Цыпа, испугавшись, зовёт своих друзей, после чего им — когда они обнаруживает, чем на самом деле является «кусочек неба» — приходится вытаскивать с корабля случайно залетевшего туда Рыба-на-Суше и вместе спасаться от осьминогообразных инопланетян. В суматохе никто не замечает, как с космического корабля вслед за Цыпой выскочило маленькое оранжевое существо. Цыпа опять звонит в набат, желая предупредить всех о нападении инопланетян. Хотя теперь у Цыпы есть свидетели, которые могут подтвердить его слова, местные жители опять ему не верят: корабль ведь не виден и, к тому же, уже бесследно улетел. Насмешки обрушиваются на несчастного цыплёнка и его отца с новой силой, что вгоняет цыплёнка в полное уныние.
Между тем, пришельцы, обнаружив пропажу своего малыша, устраивают спасательную операцию, которую горожане принимают за вторжение, потому что корабли пришельцев попутно «испепеляют» (на самом деле телепортируют внутрь себя) дома и подвернувшихся под руку местных жителей. Птах Кудах, наконец-то поверивший сыну, отправляется с ним доставить инопланетного ребёнка родителям. Цыпа говорит Ути, что всегда находил её безумно привлекательной, и целует. Минуя все опасности, Цыпа и Птах Кудах поднимаются на шпиль городской ратуши, где их замечают с главного космического корабля. Всё разрешается благополучно, а пришельцы восстанавливают все разрушенные строения и возвращают всех жителей. Изменилось лишь то, что Лиска Склизка, напавшая на пришельцев с камнями и тоже отправленная на борт корабля, сильно изменилась в лучшую сторону из-за неполадок телепортации возвращения. Её хотят преобразить обратно, но Хрюнь Манюнь упрашивает оставить её такой, и у них быстро завязываются отношения. Как оказалось, пришельцы ежегодно прилетают в Нью-Дубки собирать жёлуди, так как среди планет Солнечной системы они есть лишь на Земле, и в прошлый раз у них действительно отвалился кусочек маскирующей панели, в тот миг выглядевшей, как небо с облаками.
Спустя ещё один год жители города идут в кино на фильм, снятый по мотивам этого происшествия. Цыпа и его друзья стали прообразами главных героев, но все их качества буквально заменили на противоположные: так, Цыпу изобразили сильным и высоким спасителем мира, Ути-Тьфути — сногсшибательной и чувственной красоткой, влюблённой в него, Хрюня — отважным солдатом, отдавшим жизнь за Цыпу и за землян в битве с пришельцами, а Рыба-на-Суше — компьютерным гением.

## Проблематика
Мультфильм раскрывает тему отношения отца и сына (любви в семье), отягощённых общественным мнением. Высмеяны СМИ, которые в погоне за сенсацией не пугаются выставлять клевету за правду, не разобравшись основательно в том, что на самом деле произошло, а также общество, навешивающее ярлыки на людей из-за событий многолетней давности.

## История создания
В сентябре 2001 года режиссёр Марк Диндал («Коты не танцуют», «Похождения императора») разрабатывал идею для мультфильма по сказке «Цыплёнок Цыпа». В этой версии Цыпа была девочкой с нервным, мрачным и унылым характером. По сюжету она отправляется в летний лагерь, чтобы приобрести уверенность в себе и восстановить отношения с отцом. В летнем лагере она раскрывает гнусный план, направленный на её родной город и придуманный её вожатым (которого должен был озвучивать Пенн Джиллетт). Диндал предложил идею тогдашнему руководителю студии Майклу Эйснеру, который в ответ предложил сделать главным героем цыплёнка мужского пола, поскольку, как вспоминал Диндал, «если ты мальчик, и ты невысокий, тебя то и дело задирают».
В январе 2003 года, когда Дэвид Стэйнтон стал новым президентом Walt Disney Feature Animation, он подумал, что истории нужен иной подход, и сказал режиссёру, что фильм нужно переработать. В течение трёх месяцев сценарий превратился в историю о мальчике, спасающем свой город от инопланетян.
Во время переработки Диндал, вместе с тремя опытными сценаристами и девятью другими, удалили двадцать пять сцен, чтобы улучшить развитие персонажа и добавить больше эмоциональности отношениям отца и сына. Диндал утверждал, что им «понадобилось примерно два с половиной года, чтобы, по большей части, вернуться туда, откуда начинали… Но в ходе этого история становилась сильнее, эмоциональнее и, к тому же, смешнее».

## Персонажи
- Цыпа — главный персонаж, цыплёнок крошечного роста. Неуклюжий, часто попадает в неудобное положение и никак не может избавиться от «клейма» сумасшедшего из-за глупого недоразумения. Не развит физически и слаб, что, однако, восполняется его весьма развитой изобретательностью (например, несколько раз использует газированную воду как реактивный двигатель),а также смелостью и стремлением победить во что бы то ни стало.
- Ути-Тьфути — утка-подруга Цыпы. Претендует на звание «мозга» компании, а также делает вид, что разбирается во взаимоотношениях людей. Часто цитирует статьи из журналов, которые носит с собой в огромном количестве. Цыпа ей нравится.
- Хрюнь Манюнь — друг Цыпы, поросёнок огромных размеров (хотя в семье он самый маленький: например, его мама намного больше него). Главная «мишень» для хулиганов класса; вместе с тем, очень мнителен и склонен к панике, но в самый ответственный момент способен пересилить себя. Имеет коллекцию фильмов с Барбарой Стрейзанд.
- Рыб-на-Суше — ещё один приятель Цыпы. Золотая рыбка, носящий на голове глубоководный шлем, заполненный водой. Неунывающий оптимист и душа компании, во многих трудных положениях видящий лишь повод посмеяться. Не разговаривает, но прекрасно объясняется при помощи звуков, жестов и «дельфиньих» звуков.
- Лиска Склизка — главная хулиганка класса. Изначально была «пацанкой», главным развлечением считавшей издевательства над Цыпой и его друзьями. Отлично играет в бейсбол. Во время вторжения была «испарена» пришельцами и после «восстановлена», однако из-за неправильно заданной мощности её характер изменился на противоположный. Впоследствии начала встречаться с Хрюнем.
- Птах Кудах — петух и отец Цыпы. В молодости был звездой бейсбола. Очень переживает из-за того, что над его сыном все смеются, но не может с этим ничего поделать, хотя и пытается вовсю. Позже находит с Цыпой общий язык. Основной его принцип — «завтра будет новый день».
- Гуся Дуся — гусыня и подружка (точнее, подпевала) Лиски. «Правая рука» Лиски, которая поручает ей выполнять грязную работу за себя, в частности издеваться над Цыпой и его друзьями, но после того, как Цыпа смог выиграть ответственный матч, её отношение к нему меняется. Как и Рыб, не разговаривает, только издаёт гудящие звуки.
- Мистер Шерстиклок — баран и учитель бараньего языка. Изображён как нагоняющий скуку педагог-зануда.
- Коко — мама Цыпы. В фильме напрямую не появляется (что с ней произошло, не уточняется, предположительно умерла); показывается фотография, где она изображена с семьёй. По словам Птаха Кудаха, у неё «хорошо получалось понимать сына».
- Керби — инопланетянин-ребёнок оранжевого цвета, из любопытства сбежавший с космического корабля. Довольно быстро дружится с Цыпой.
- Мелвин — инопланетянин красного цвета, отец сбежавшего малыша. после поимки Цыпы и его отца использовал «страшный голос» для устрашения, в реальности оказался добрым и во всем потакающим своей супруге семьянином.
- Тина — инопланетянка жёлтого цвета, жена Мелвина. Убеждает мужа отменить вторжение.
- Мэр Индей Гундей — индюк, мэр города Нью-Дубков, не слишком умен, часто полагается на помощь своих охранников, которые показывают ему картинки с нужными фразами и репликами.
- Дикобраз Суперкласс — крайне немногословный дикобраз. Носит солнечные очки (в сцене с игрой в вышибалы он был в обычных очках), в фильме появляется в четырёх эпизодах (во время переклички класса, когда завершилась игра в вышибалы, на бейсболе и когда началось нашествие пришельцев). На постерах фильма показан как один из главных героев.

## Актёры озвучивания
| Актёр         | Роль                   |
| ------------- | ---------------------- |
| Зак Брафф     | Цыплёнок Цыпа          |
| Джоан Кьюсак  | Утка Ути Тьфути        |
| Стив Зан      | Поросёнок Хрюнь Манюнь |
| Дэн Молина    | Рыб-на-Суше            |
| Гарри Маршал  | Птах Кудах             |
| Эми Седарис   | Лиска Склизка          |
| Дон Ноттс     | Мэр Индей Гундей       |
| Фред Уиллард  | Мелвин                 |
| Кэтрин О’Хара | Тина                   |
| Патрик Стюарт | Мистер Шерстиклок      |
| Гарри Ширер   | Спортивный Комментатор |
| Уоллес Шон    | Директор Фэтчит        |